# Брилл, Томас
Томас Брилл (англ. Thomas Brill известный как Том «Муки» Брилл или Муки Брилл (англ. Tom «Mookie» Brill), Нью-Йорк, США — американский мультиинструменталист (гитара, вокал, губная гармоника, барабаны, мандолина), играющий кантри-музыку, рокабилли, блюз, но в основном известен как бас-гитарист. Лауреат Blues Music Awards в категории «Блюзовый бас-гитарист» (2006, 2007, 2009), номинант премии в той же категории (2005, 2010), номинант в категории «Альбом акустического блюза» (2009) вместе с Фионой Бойс и Ричем Дель Гроссо .

## Биография
Родился и рос в Бруклине . С 1982 года играл в составе домашней группы Double Door Inn, отеля с концертным залом, главного места выступлений музыкантом в Шарлотте . Как рассказывал сам Брилл, прозвище ему дал Ник Кэррес, владелец Double Door Inn, посчитавший что у Брилла такая же причёска как у актёра Эда Бирнса, исполнителя хита Kookie, Kookie (Lend Me Your Comb), и по созвучию ставший называть его «Муки». Прозвище прочно закрепилось и часто используется вместо имени . 
С начала 1990-х постоянно работал в группе Боба Марголина, записывался и гастролировал с ней по всему миру; также много работал с харпером Кэри Беллом. В 2005 году был номинирован на Blues Music Award в номинации лучшего бас-гитариста, а в следующем году и ещё дважды признавался лучшим блюзовым бас-гитаристом.  
Свой единственный альбом без участия Марголина записал в 2008 году с певицей и гитаристкой Фионой Бойс и мандолинистом Ричем Дель Гроссо. Концертный альбом под названием Live From Bluesville был номинирован на Blues Music Award в номинации «Альбом акустического блюза» в 2009 году. 
В 2023 году во время поездки на мотоцикле был сбит машиной и потерял ногу в этой аварии  .

## Дискография

### Работы в коллаборации
- 2003: Bob Margolin Featuring Carey Bell, Mookie Brill, Jimmy D. Lane, Pinetop Perkins, Willie «Big Eyes» Smith*, Hubert Sumlin — All-Star Blues Jam (Telarc Blues), бас-гитара, вокал
- 2008: Fiona Boyes/Mookie Brill/Rich DelGrosso — Live From Bluesville (Blue Empress Records), вокал, контрабас

### Как сайдмен
- 1993: Steady Rollin' Bob Margolin — Down In The Alley (Alligator Records), бас-гитара, губная гармоника
- 1994: John Brim — The Ice Cream Man (Lonesome Man Blues) (Tone-Cool Records)
- 2007: Nappy Brown — Long Time Coming (Blind Pig Records), бас-гитара
- 2009: Patrick Vining Band Featuring Mike Bourne — Atlanta Boogie (Blues Boulevard), бас-гитара
- 2011: Diunna Greenleaf With Special Guests: Bob Margolin, Anson Funderburgh, Smokin' Joe Kubek, Billy Branch, Bob Corritore, Rich DelGrosso, Blue Mercy And More... — Trying To Hold On (Blue Mercy Records), контрабас
- 2019: Big Joe And The Dynaflows — Rockhouse Party (Severn Records), бас-гитара, вокал
- 2019: Bob Corritore & Friends — Women In Blues Showcase (Severn Records), бас-гитара